# Guus Hiddink
Guus Hiddink (ur. 8 listopada 1946 w Varsseveld) – holenderski trener piłkarski i piłkarz.

## Kariera
W latach 1995–1998 był selekcjonerem reprezentacji Holandii, a w latach 2001–2002 – Korei Południowej. Każdy z tych zespołów doprowadził do czwartego miejsca w finałach mistrzostw świata. Od 2002 roku po raz drugi był szkoleniowcem PSV Eindhoven, z którym łącznie zdobył osiem tytułów mistrza Holandii, a od 2005 – selekcjonerem reprezentacji Australii, którą wprowadził do Mundialu 2006, gdzie doszedł z zespołem do 1/8 finału przegrywając z ówczesnymi zdobywcami trofeum, reprezentacją Włoch, 1:0. Pracę z obydwoma zespołami zakończył latem 2006 roku. Po mistrzostwach został trenerem drużyny narodowej Rosji, z którą awansował do półfinału Mistrzostw Europy w Piłce Nożnej 2008 Rosja zmierzyła się z Hiszpanią przegrywając po raz drugi (Rosjanie przegrali również z Hiszpanią w grupie).
W lutym 2009 roku został tymczasowym trenerem Chelsea F.C., zastępując zwolnionego dwa dni wcześniej Luiza Felipe Scolariego, będąc nadal szkoleniowcem reprezentacji Rosji. Na koniec sezonu 2008/2009 Guus Hiddink zdobył z drużyną The Blues Puchar Anglii. Wracając na posadę trenera reprezentacji Rosji nie rozstał się z drużyną Chelsea F.C. przyjmując funkcję dyrektora technicznego. Po wygaśnięciu kontraktu w 2010 odszedł z posady szkoleniowca reprezentacji Rosji. W latach 2010–2011 prowadził drużynę reprezentacji Turcji, ale został zwolniony po przegranych barażach do Euro 2012.
W lutym 2012 został trenerem rosyjskiego Anży Machaczkała. W listopadzie 2012 Holender zapowiedział, że po sezonie 2012/2013 zakończy karierę trenerską, lecz po czasie zmienił zdanie. Po mundialu w Brazylii objął po raz drugi w swojej trenerskiej karierze reprezentację Holandii, którą miał doprowadzić do Euro 2016. 29 czerwca 2015 zrezygnował z funkcji trenera reprezentacji Holandii.
W grudniu 2015 został trenerem Chelsea F.C., z którą podpisał kontrakt do końca sezonu. 30 czerwca 2016 roku wraz z wygaśnięciem kontraktu przestał pełnić tę funkcję.

## Sukcesy szkoleniowe
- mistrzostwo Holandii 1986, 1987, 1988, 1989, 2003, 2004, 2005, 2006
- Puchar Holandii: 1988, 1989, 1990, 2005
- Puchar Ligi Mistrzów: 1988
- półfinał Pucharu Ligi Mistrzów: 2005
- Puchar Interkontynentalny 1998 z Realem Madryt
- ćwierćfinał Euro 1996 oraz IV miejsce na Mundialu 1998 z reprezentacją Holandii
- IV miejsce na Mundialu 2002 z reprezentacją Korei Południowej
- awans do Mundialu 2006 i start w tym turnieju (1/8 finału) z reprezentacją Australii
- 1/2 finału w Euro 2008 z reprezentacją Rosji
- 1/2 finału Ligi Mistrzów z Chelsea oraz z PSV Eindhoven
- FA Cup sezonu 2008/09 z Chelsea